# Patricia Selinger
Patricia G. Selinger es una científica informática estadounidense, IBM Fellow, reconocida por su trabajo en sistemas de gestión de bases de datos relacionales.
Desempeñó un papel fundamental en el desarrollo de System R, una implementación pionera de bases de datos relacionales, y escribió el documento canónico sobre la optimización de consultas relacionales. Es pionera en la gestión de bases de datos relacionales e inventora de la técnica de optimización de consultas basada en costos. Fue miembro clave del equipo original de System R, quien creó el primer prototipo de investigación de base de datos relacional. El algoritmo de programación dinámica usado para determinar el orden de unión propuesto en ese caso todavía es parte la base para la mayoría de los optimizadores de consultas utilizados en los sistemas relacionales modernos. También estableció y dirigió el Instituto de Tecnología de Base de Datos de IBM, considerado uno de los ejemplos más exitosos de una línea de tecnología que se extiende de la investigación al el desarrollo. Selinger contribuyó personalmente ciertas técnicas en  áreas de optimización de bases de datos, paralelismo de datos, datos distribuidos y gestión de datos no estructurados. Antes de retirarse de IBM, fue vicepresidenta de Arquitectura y Tecnología de Gestión de Datos en IBM.
Selinger fue nombrada IBM Fellow, el reconocimiento técnico más alto de IBM, en 1994 y desde 2009 es miembro de la Asociación de Maquinaria Computacional, ACM. Además es miembro de la Academia Nacional de Ingeniería (1997) y miembro de la Academia Americana de Artes y Ciencias. Selinger ha publicado más de 40 artículos, y también recibió el Premio ACM Systems Software por su trabajo en el Sistema R. Recibió el Premio a la Innovación SIGMOD en 2002, el premio con más renombre otorgado por ACM en el área de gestión de datos.
Recibió el título de Bachiller universitario en letras (1971), una maestría (1972) y un doctorado (1975) en matemáticas aplicadas de la Universidad de Harvard.
Entre 2014 y 2016, Selinger fue Directora de Tecnología en Paradata (Paradata.io), donde trabajó en distintos desafíos en armonización de datos, curación, procedencia y resolución de entidades para proporcionar transparencia a la cadena de suministro. La tecnología Paradata transforma los datos en tiempo real en información verificada y acciones ejecutables.
Desde 2017, Selinger es la arquitecta principal en Salesforce.com.